# مارتن أرنولد
مارتن أرنولد (بالإنجليزية: Martin Arnold)‏ هو صحفي أمريكي، ولد في 14 مايو 1929، وتوفي في 4 يونيو 2013 بسبب مرض باركنسون.